# 死後の恋
『死後の恋』（しごのこい）は、探偵小説作家夢野久作の短編小説。雑誌『新青年』の昭和3年（1928年）10月号に掲載された。

## あらすじ
ロシア革命直後のウラジオストク。スウェツランスカヤ（ウラジオの銀座通り）の大通りをさまよう奇妙な風体の男。唐突に、誰ともなく通行人をつかまえては、『私の運命を決定（きめ）てください』と、ただならぬ言葉を皮切りに、数奇な体験を語り始める。彼が例えていわく「死後の恋」。それは美貌の少年兵との、奇妙な物語だった。

## 独白体形式
この作品は、一人の人物が延々と事件の顛末を明かしていく独白体による形式であり、久作はこの作品の他にも『悪魔祈祷書』『支那米の袋』『人間腸詰』など、独白体形式の作品をいくつも残している。
『瓶詰の地獄』『少女地獄』『押絵の奇蹟』などの作品に用いられた書簡体形式とともに、夢野作品ではこの2種類の手法が効果的に用いられていることが多い。